# Evangelischer Gemeinschaftsverband Siegerland-Wittgenstein
Der Evangelische Gemeinschaftsverband Siegerland-Wittgenstein ist heute ein Dachverband mit 50 Gemeinschaften, 35 Sonntagsschulen und ca. 2500 regelmäßigen Besuchern im Evangelischen Gnadauer Gemeinschaftsverband. Mit vier hauptamtlichen Predigern und ca. 250 ehrenamtlichen Mitarbeitern ist er einer der größeren Verbände der deutschen Gemeinschaftsbewegung und war mitbestimmend für die kirchliche Entwicklung im Siegerland. Sitz des Gemeinschaftsverbandes ist Siegen. Er teilt die Glaubenspositionen des traditionellen Evangelikalismus. Die Bibel wird als inspiriertes Wort Gottes verstanden. Bibelkritik wird strikt abgelehnt. Die Strukturen des Verbandes sind teilweise innerkirchlich, aber zunehmend bildeten sich seit den 1990er Jahren auch freikirchliche Strukturen heraus. Amtshandlungen (Taufen, Abendmahl, Hochzeiten, Beerdigungen) werden selbständig ohne kirchliche Genehmigung wahrgenommen. Mehr als die Hälfte der Gemeinschaften arbeiten heute völlig eigenständig außerhalb der Landeskirche, die aufgrund der dort vertretenen modernen Theologie als zu liberal empfunden wird.

## Geschichte
Bis zur Reformation unterstand die Grafschaft Nassau-Dillenburg (= Siegen) der geistigen Jurisdiktion der Erzbischöfe von Mainz und Trier. Wilhelm Graf von Nassau-Dillenburg führte schließlich in seinen Ländern schrittweise die Reformation ein, so dass das Siegerland zunächst evangelisch-lutherisch wurde. Als Eckdatum gilt die Vertreibung der Franziskaner im Jahre 1534. Von Graf Johann VI. von Nassau-Dillenburg wurde einige Jahrzehnte später der reformiert-calvinistische Glaube mit dem Heidelberger Katechismus eingeführt. Spätestens ab dem 19. Jahrhundert bildeten sich im Rahmen der pietistischen Bewegung im Siegerland eigene Strukturen, ausgehend von erwecklichen Einflüssen des Pietismus im Wuppertaler Raum. Dies führte dazu, dass der Evangelische Gemeinschaftsverband Siegerland-Wittgenstein in den Jahren 1852 und 1853 als Verein für Reisepredigt in Weidenau bei Siegen gegründet wurde. Als erster Präses des Verbandes wurde 1853 Tillmann Siebel gewählt, der entscheidenden Einfluss auf die Bewegung hatte.

## Vereinshaus „Hammerhütte“
1880 baute der Verein für Reisepredigt das Vereinshaus „Hammerhütte“, das zur räumlichen Zentrale für die Gemeinschaften und Vereine wurde. Da der Platz für die großen Konferenzen nicht ausreichend war, wurde die „Hammerhütte“ 1890 erweitert und bot dann 1500 bis 1600 Personen Platz.
Bereits ab 1881 fanden in der „Hammerhütte“ die Konferenzen des Westdeutschen Zweigs der Evangelischen Allianz statt. Da die „Hammerhütte“ im Zweiten Weltkrieg zerstört wurde, musste sie nach dem Krieg wiederaufgebaut werden. Das Gebäude wurde 1953 eingeweiht und bot Platz für 3000 Menschen. Heute beherbergt es die Stadtmission Siegen.